# Dia Evtimova
Dia Evtimova (en búlgaro: Диа Евтимова; Sofía, 30 de abril de 1987) es una jugadora de tenis búlgara. Al 22 de noviembre de 2021, ocupa el puesto 726 en el ranking de la WTA.
El 31 de octubre de 2011 logró su mejor ranking histórico, que hasta la fecha es el núm. 145. En dobles, su mejor ranking es el núm. 228, logrado en junio de 2014
Debutó en el cuadro principal de un torneo de WTA en 2010. Tiene un balance de 17-18 en individuales y de 5-6 en dobles. En total recaudó en premios $ 273,154 a lo largo de su carrera.

## Títulos ITF

### Singles (10)
| Leyenda          |
| ---------------- |
| $100,000 torneos |
| $80,000 torneos  |
| $60,000 torneos  |
| $25,000 torneos  |
| $15,000 torneos  |
| $10,000 torneos  |

| Núm. | Fecha                    | Torneo                        | Superficie    | Adversario           | Puntuación         |
| ---- | ------------------------ | ----------------------------- | ------------- | -------------------- | ------------------ |
| 1.   | 11 de junio de 2006      | Haskovo, Bulgaria             | Tierra batida | Anna Gerasimou       | 6–4, 6–7(5–7), 6–3 |
| 2.   | 3 de septiembre de 2006  | Palić, Montenegro & de Serbia | Tierra batida | Iveta Gerlová        | 6–0, 6–4           |
| 3.   | 27 de septiembre de 2009 | Sandanski, Bulgaria           | Tierra batida | Tanya Germanlieva    | 6–3, 6–0           |
| 4.   | 27 de febrero de 2011    | Antalya, Turquía              | Tierra batida | Marion Gaud          | 6–3, 6–4           |
| 5.   | 2 de julio de 2011       | Ystad, Suecia                 | Tierra batida | Jana Čepelová        | 6–3, 6–4           |
| 6.   | 17 de septiembre de 2011 | Zagreb, Croacia               | Tierra batida | Anastasia Pivovarova | 6–2, 6–2           |
| 7.   | 20 de octubre de 2013    | Burgas, Bulgaria              | Tierra batida | Viktoriya Tomova     | 6–1, 6–2           |
| 8.   | 12 de febrero de 2017    | Antalya, Turquía              | Tierra batida | Valentyna Ivakhnenko | w/o                |
| 9.   | 7 de octubre de 2018     | Herzlia, Israel               | Dura          | Tamara Barad Itzhaki | 6-0 6-3            |
| 10.  | 21 de octubre de 2018    | Ofakim, Israel                | Dura          | Anastasia Pribylova  | 6-4 3-6 7-6(8@–6)  |

### Dobles (14)
| Leyenda          |
| ---------------- |
| $100,000 torneos |
| $80,000 torneos  |
| $60,000 torneos  |
| $25,000 torneos  |
| $15,000 torneos  |
| $10,000 torneos  |

| N.º | Date                     | Tournament        | Surface       | Partner             | Opponents                                          | Score                 |
| --- | ------------------------ | ----------------- | ------------- | ------------------- | -------------------------------------------------- | --------------------- |
| 1.  | 4 de junio de 2006       | Rousse            | Tierra batida | Karoline Borgersen  | Biljana Pawlowa-Dimitrova Nadejda Vassileva        | 6–0, 6–0              |
| 2.  | 30 de julio de 2006      | Horb, Germany     | Tierra batida | Josipa Bek          | Julia Görges Lydia Steinbach                       | 3–6, 6–3, 6–3         |
| 3.  | 26 de julio de 2013      | Istanbul, Turkey  | Hard          | Melis Sezer         | Khristina Kazimova Vladyslava Zanosiyenko          | 7–5, 6–3              |
| 4.  | 13 de septiembre de 2013 | Sofia, Bulgaria   | Tierra batida | Viktoriya Tomova    | Beatriz García Vidagany Réka-Luca Jani             | 6–4, 2–6, [10–6]      |
| 5.  | 19 de octubre de 2013    | Burgas, Bulgaria  | Tierra batida | Viktoriya Tomova    | Federica Arcidiacono Julia Terziyska               | 6–4, 6–3              |
| 6.  | 17 de julio de 2015      | Bursa, Turkey     | Tierra batida | Isabella Shinikova  | Ailen Crespo Azconzábal Ana Victoria Gobbi Monllau | 6–2, 3–6, [10–7]      |
| 7.  | 25 de julio de 2016      | Palić, Serbia     | Tierra batida | Barbara Bonić       | Nina Potočnik Petra Krejsová                       | 6–3, 6–3              |
| 8.  | 27 de noviembre de 2016  | Antalya, Turkey   | Tierra batida | Melis Sezer         | Ágnes Bukta Vivien Juhászová                       | 6–4, 6–3              |
| 9.  | 29 de enero de 2017      | Antalya, Turkey   | Tierra batida | Jasmina Tinjić      | Tayisiya Morderger Yana Morderger                  | 6–4, 6–7(4–7), [10–5] |
| 10. | 4 de febrero de 2017     | Antalya, Turkey   | Tierra batida | Jasmina Tinjić      | Tayisiya Morderger Yana Morderger                  | 2–6, 6–3, [10–8]      |
| 11. | 6 de agosto de 2017      | Istanbul, Turkey  | Tierra batida | Jasmina Tinjić      | Chihiro Muramatsu Melis Sezer                      | 6–4, 6–2              |
| 12. | 18 de septiembre de 2017 | Varna, Bulgaria   | Tierra batida | Michaela Boev       | Maia Lumsden Julia Stamatova                       | 2–6, 7–6(7–5), [10–3] |
| 13. | 2 de octubre de 2017     | Sozopol, Bulgaria | Tierra batida | Michaela Boev       | Julia Stamatova Léa Tholey                         | 6–2, 4–6, [16–14]     |
| 14. | 3 de junio de 2018       | Antalya, Turkey   | Tierra batida | Angelina Zhuravleva | Maryna Chernyshova Melis Sezer                     | 7–5, 3–6, [14–12]     |

## Fed Cup
Debutó para el equipo de Bulgaria en 2007. Desde entonces, tiene un balance de 7-13 en individuales y 8-7 en dobles.